# Marek Licyniusz Krassus
Krassus, Marcus Licinius Crassus (ur. 114 p.n.e., zm. 53 p.n.e.) – rzymski polityk i wódz, członek I triumwiratu.

## Początki kariery politycznej
Pochodził z rodziny senatorskiej. Jego przodkiem był m.in. Publiusz Licyniusz Krassus Dives. Jego rodzina część majątku utraciła na proskrypcji Lucjusza Korneliusza Cynny, który chciał ukarać stronników Sulli, do których zaliczał się Krassus. W trakcie rządów Cynny życie stracił jego ojciec i brat. Sam zbiegł do Iberii, gdzie musiał się ukrywać przez cały okres rządów popularów. W trakcie dyktatury Sulli skorzystał na proskrypcjach wymierzonych przeciwko popularom, odbudowując rodzinny majątek. Dorobił się znacznie na budownictwie, górnictwie srebra i – nielegalnych w świetle Lex Claudia de senatoribus – pożyczkach na procent. Zorganizował „straż pożarną” dla miasta Rzymu. W chwili, gdy wybuchał pożar, Krassus wraz ze swoimi „strażakami” zjawiał się na miejscu i wpierw odkupował płonący budynek wraz z ziemią za bezcen, a dopiero potem jego ludzie przystępowali do gaszenia pożaru. W ten sposób stał się właścicielem dużej części rzymskich nieruchomości.

## Powstanie Spartakusa i pierwszy konsulat
W 71 roku p.n.e. jako propretor zdławił powstanie Spartakusa, pokonując ostatecznie buntowników w bitwie nad rzeką Silarus. Sześć tysięcy pojmanych niewolników Krassus kazał dla postrachu ukrzyżować wzdłuż Via Appia. Po tym zwycięstwie przyznano mu prawo do owacji oraz obrano (razem z Pompejuszem) konsulem na następny rok. W trakcie sprawowania urzędu obaj walczyli z opozycją optymacką, sprzymierzywszy się z popularami, w interesie których przeprowadzili ustawę Lex Pompeia Licinia de tribunica potestate o przywróceniu uprawnień trybunom ludowym. Na zakończenie swego konsulatu w roku 70 p.n.e. wyprawił w Rzymie ludi ku czci Herkulesa, podczas których urządził wielką ucztę na 10 tysięcy ludzi oraz rozdał wielkie ilości zboża.

## Okres przed zawiązaniem triumwiratu
Po upływie kadencji Krassus – w przeciwieństwie do swego politycznego przeciwnika, Pompejusza – pozostał w Rzymie i tutaj tworzył oddaną sobie frakcję w oparciu o koligacje rodzinne oraz – przede wszystkim – swoją potęgę finansową. Niewiele wiadomo o jego działalności w latach 69-66 p.n.e. Kontrowersje wzbudza jego domniemany udział w spisku Pizona (zwanym też I spiskiem Katyliny) na przełomie 66 i 65 roku p.n.e. Od tego czasu mniej więcej datuje się jego współpracę z innym przywódcą popularów – Gajuszem Juliuszem Cezarem, którego wspomagał finansowo. W 65 roku p.n.e. Krassus został mianowany cenzorem (wspólnie z Kwintusem Lutacjuszem Katullusem). Urząd ten przyniósł mu sporo splendoru, acz mało wymiernych korzyści politycznych, gdyż większość jego planów była torpedowana przez Katullusa, kolegę na urzędzie. Dotyczyło to zarówno prób nadania obywatelstwa mieszkańcom Galii Transpadańskiej, jak i planowanej wyprawy do Egiptu, mającej na celu przejęcie tego kraju na mocy rzekomego testamentu Ptolemeusza Aleksandra. Obaj politycy zrzekli się stanowiska cenzora przed końcem kadencji.

## Triumwirat
Jako prawdopodobnie najbogatszy człowiek ówczesnego świata, w roku 60 p.n.e. wszedł, wraz z Pompejuszem i Cezarem, w skład I triumwiratu. W 55 roku. p.n.e. ponownie Krassus wraz z Pompejuszem objęli konsulat, po czym ten pierwszy otrzymał namiestnictwo Syrii na pięć lat oraz nadzwyczajne pełnomocnictwa dla prowadzenia wojny z Partami.

### Wojna z Partami
W 53 p.n.e. wojska Krassusa zostały rozbite przez Partów w bitwie pod Karrami podczas której zginął jego syn, Publiusz Krassus. Marek Licyniusz Krassus próbował przedostać się do Armenii, został jednak zabity podczas próby negocjacji pokojowych z wysłannikami Surenasa, wodza partyjskiego. Rzymskie przekazy podają, że Partowie wlali Krassusowi do gardła płynne złoto . Kpiąc z bogacza, zapytano go, jak mu ono smakuje. Głowę rzymskiego wodza następnie ścięto i przesłano Wielkiemu Królowi Partów Orodesowi II do Seleucji nad Tygrysem. Greccy aktorzy na dworze Orodesa użyli jej ponoć jako rekwizytu na scenie podczas wystawiania Bachantek Eurypidesa.
Wraz z jego śmiercią rozpadł się I triumwirat, co doprowadziło z czasem do wybuchu wojny domowej między Cezarem a Pompejuszem.